# Budagathimmanahalli, Gauribidanur
Budagathimmanahalli là một làng thuộc tehsil Gauribidanur, huyện Kolar, bang Karnataka, Ấn Độ.